# مؤشر بالمر للجفاف

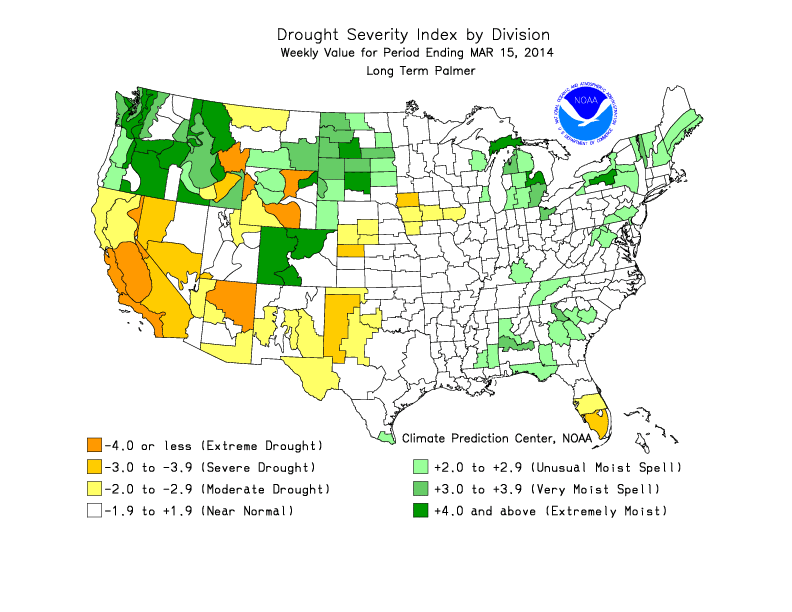
مؤشر بالمر لشدة الجفاف إحصائيات 2013.

مؤشر «بالمر» للجفاف والذي يطلق عليه أحيانًا مؤشر «بالمر» لخطورة الجفاف، وغالبًا ما يختصرإلى «بي دي اس ال» PDSI ، ويعمل على قياس الجفاف بناءً على الترسيبات ودرجات الحرارة الحديثة. تم تطويره بواسطة عالم الأرصاد الجوية واين بالمر، الذي نشر أسلوبه لأول مرة في عام 1965 ورقة الأرصاد الجوية للجفاف. لمكتب علم المناخ في مكتب الطقس بالولايات المتحدة.
يعتمد مؤشر بالمر للجفاف على نموذج العرض والطلب لرطوبة التربة. العرض سهل نسبيا في الحساب، ولكن الطلب أكثر تعقيدا لأنه يعتمد على العديد من العوامل، ليس فقط على درجة الحرارة وكمية الرطوبة في التربة ولكن أيضا عوامل يصعب معايرتها بما في ذلك معدل التبخر ونسبة إعادة الشحن. حاول بالمر التغلب على هذه الصعوبات من خلال تطوير خوارزمية تقاربها استنادًا إلى أكثر البيانات المتاحة وهطول الأمطار ودرجة الحرارة.
أثبت المؤشر فعاليته في تحديد فترة الجفاف على المدى الطويل، وهي مسألة تستغرق عدة أشهر، ولكنها ليست جيدة بالشروط على مدى أسابيع. ويستخدم 0 كالمعتاد، ويظهر الجفاف من حيث الأرقام السالبة؛ على سبيل المثال، سلبي 2 هو الجفاف المعتدل، 3 سلبي هو الجفاف الشديد، والسالب 4 هو الجفاف الشديد. تستخدم خوارزمية بالمر أيضاً لوصف تعاويذ رطبة، باستخدام الأعداد الموجبة المقابلة. كما قامت بالمر بتطوير صيغة لتوحيد حسابات الجفاف لكل موقع على حدة بناءً على تقلبات التهطال ودرجة الحرارة في ذلك الموقع. وبالتالي يمكن تطبيق مؤشربالمرعلى أي موقع تتوفر به بيانات كافية عن هطول الأمطار ودرجة الحرارة.
وقد اشتكى النقاد من أن فائدة مؤشر بالمر تضعف بسبب الطبيعة التعسفية لخوارزميات بالمر، بما في ذلك التقنية المستخدمة للتوحيد القياسي. ويعتبر عجز مؤشر بالمر عن حساب الثلوج والأرض المجمدة ضعفاً.
يستخدم مؤشر بالمر على نطاق واسع من الناحية التشغيلية، يتم نشر خرائط بالمر أسبوعيا من قبل الإدارة الوطنية للمحيطات والغلاف الجوي التابعة لحكومة الولايات المتحدة. كما تم استخدامه من قبل علماء المناخ لتوحيد تحليل الجفاف على المدى الطويل العالمي. تم تطوير مجموعات بيانات بالمر العالمية استنادًا إلى سجلات أدوات بداية من القرن التاسع عشر. بالإضافة إلى ذلك تم استخدام علم التنقية الصناعية لتوليد قيم مؤشر بالمر المُقدرة لأمريكا الشمالية خلال 2000 سنة ماضية مما يسمح بتحليل اتجاهات الجفاف على المدى الطويل. كما تم استخدامه كوسيلة لشرح انهيار أواخر العصر البرونزي. وفي الولايات المتحدة، تظهر خرائط بالمر الإقليمية على قناة الكابل «ويزرسكان» Weatherscan.

## ما هي مضاعفات الجفاف؟
قد يؤدي الجفاف للإصابة بمشكلات صحية خطيرة مثل:
1. الإصابة الحرارية وتظهر في شكل تشنجات أو ضربة شمس تسبب تهديدًا على الحياة.
2. مشاكل الجهاز البولي والكلى وذلك بسبب تكرار نوبات الجفاف التي قد تتسبب في تكون الحصوات والفشل الكلوي.
3. نوبات التشنج بسبب فقدان المعادن الهامة التي تنقل الإشارات الكهربية من الخلايا (عنصر البوتاسيوم والصوديوم).
4. انخفاض كميات الدم في الجسم وتعتبر من أكثر الأعراض التي تهدد الحياة بشكل كبير وانخفاض كمية الأكسجين في الجسم.